# Stanley Johnson (scrittore)
Stanley Patrick Johnson (Penzance, 18 agosto 1940) è uno scrittore e politico britannico di nazionalità francese.
Autore di numerosi libri, è stato anche membro del Parlamento europeo per il Partito Conservatore.

## Biografia
Stanley Johnson è nato nel 1940 a Penzance, in Cornovaglia, figlio di Osman Kemal (in seguito Wilfred Johnson) e Irene Williams (figlia di Stanley F. Williams di Bromley, Kent e Marie Louise von Pfeffel) ed è il padre dell’ex Primo ministro del Regno Unito, Boris Johnson, Johnson ha frequentato la Sherborne School, nel Dorset ed è stato studente universitario all'Exeter College di Oxford.
Nel dicembre 2017 ha partecipato alla 17ª stagione inglese dello spettacolo I'm a Celebrity... Get Me Out of Here!, in cui è rimasto 18 giorni in competizione. Sua figlia Rachel ha invece partecipato a gennaio 2018 a Celebrity Big Brother.

### Europarlamento e attività letteraria
Dal 1979 al 1984 è stato membro del Partito Conservatore per il collegio elettorale Wight e Hampshire East al Parlamento europeo. Johnson è il nipote dell'ultimo ministro degli interni ottomano Ali Kemal Bey. Ha lavorato presso la Banca Mondiale, dove si è particolarmente interessato alla politica ambientale. Ha pubblicato libri su temi ambientali e numerosi romanzi.
Dopo la Brexit Stanley Johnson, che aveva votato al referendum contro l'uscita della Gran Bretagna dall'Unione europea (che, curiosamente, è stata fortemente voluta proprio dal figlio Boris), ha chiesto nel dicembre 2020 la cittadinanza francese., ottenendola il 18 maggio 2022.

## Vita privata
Johnson ha sposato a Marylebone nel 1963, la pittrice Charlotte Johnson Wahl (nata Fawcett), figlia di Sir James Fawcett, avvocato di spicco e presidente della Commissione Europea dei Diritti dell'Uomo, dalla quale ha avuto quattro figli: Boris, leader del partito conservatore e primo ministro del Regno Unito; Rachel, giornalista ed ex redattore capo di The Lady; Jo, ex deputato conservatore per Orpington, ex ministro di Stato per le università ed ex capo della colonna Lex al Financial Times; Leo, regista e imprenditore. Johnson e Fawcett hanno divorziato nel 1979. Ha quindi sposato Jennifer Kidd a Westminster nel 1981. La coppia ha avuto due figli, Julia e Maximilian.

## Opere
- Gold Drain (1967, Heinemann) ISBN B0000CNKG6
- Panther Jones for President (1968, Heinemann) ISBN 0-434-37701-5
- Life without Birth: A Journey Through the Third World in Search of the Population Explosion (1970, Heinemann) ISBN 0-434-37702-3
- The Green Revolution (1972, Hamilton) ISBN 0-241-02102-2
- The Population Problem (1973, David & C) ISBN 0-7153-6282-8
- The Politics of Environment (1973, T Stacey) ISBN 0-85468-298-8
- The Urbane Guerilla (1975, Macmillan) ISBN 0-333-17679-0
- Pollution Control Policy of the EEC (1978, Graham & Trotman) ISBN 0-86010-136-3
- The Doomsday Deposit (1979, EP Dutton) ISBN 0-525-09468-7
- The Marburg Virus (1982, Heinemann) ISBN 0-434-37704-X
- Tunnel (1984, Heinemann) ISBN 0-434-37705-8
- Antarctica: The Last Great Wilderness (1985, Weidenfeld & N) ISBN 0-297-78676-8
- The Commissioner (1987, Century) ISBN 0-7126-1587-3
- World Population and the United Nations (1987, Cambridge UP) ISBN 0-521-32207-3
- Dragon River (1989, Frederick Muller) ISBN 0-09-173526-2
- The Earth Summit: The United Nations Conference on Environment and Development (UNCED) (1993, Kluwer Law International) ISBN 978-1-85333-784-0
- World Population - Turning the Tide (1994, Kluwer Law International) ISBN 1-85966-046-0
- The Environmental Policy of the European Communities (1995, Kluwer Law International) ISBN 90-411-0862-9
- The Politics of Population: Cairo, 1994 (1995, Earthscan) ISBN 1-85383-297-9
- Icecap (1999, Cameron May) ISBN 1-874698-67-8
- Stanley I Presume (2009, Fourth Estate Ltd) ISBN 0-00-729672-X
- Survival: Saving Endangered Migratory Species [co-authored with Robert Vagg] (2010, Stacey International) ISBN 1-906768-11-0
- Where the Wild Things Were: Travels of a Conservationist (2012, Stacey International) ISBN 1-906768-87-0
- UNEP The First 40 Years; A Narrative by Stanley Johnson (2012, United Nations Environment Programme) ISBN 978-92-807-3314-3
- Stanley I Resume (2014, Biteback) ISBN 978-1-84954-741-3
- Kompromat (2017, Point Blank) ISBN 978-1-78607-246-7